# 나를알아줘 : 뽕카페
《나를알아줘 : 뽕카페》는 2021년 8월 21일부터 GMTV에서 방송되고 있는 텔레비전 프로그램이다.